# Louisiana Jazz Club
Il Louisiana Jazz Club di Genova è il più longevo ritrovo italiano con esecuzione dal vivo di musica jazz.
Il club, fondato nel settembre del 1964 e tuttora in attività, nacque per iniziativa del trombettista Fausto Rossi e del banjoista Carlo Besta con l'intento di costituire un punto di aggregazione di musicisti ove poter suonare, ascoltare dischi e sfogare la propria passione per il jazz tradizionale.
Durante la ultratrentennale direzione artistica del critico musicale Giorgio Lombardi, grande appassionato di jazz tradizionale ma senza fanatismi, hanno potuto esibirsi nel club esponenti di tutti gli stili della musica jazz. Nel corso dei decenni le attività sono state allargate all'organizzazione di concerti e rassegne di rilievo internazionale anche al di fuori della propria sede. Al Louisiana è collegata una scuola per musicisti jazz articolata in corsi di basso elettrico e contrabbasso, batteria, canto, chitarra, sassofono, tromba e trombone..

## Le sedi
La storia del Louisiana è caratterizzata da diversi cambi di sede. La prima fu una casupola in muratura all'interno di un cortile di via Galata. Per problemi di convivenza con i condomini dei caseggiati circostanti, nel 1970 il club viene spostato nel seminterrato di Palazzo Ducale, a piazza Matteotti, ove rimane per oltre tre lustri. Nel 1986 il locale trova ospitalità presso il Teatro dei Mutilati di corso Aurelio Saffi. Finalmente, nel 1998, dopo lo sfratto e tre anni di "esilio errante" in vari contesti cittadini, il Louisiana riapre i battenti negli attuali locali di proprietà di via San Sebastiano, in pieno centro cittadino, in un contesto più raccolto che ricorda gli spazi più intimi e le atmosfere delle origini.

## Artisti illustri
In oltre cinquant'anni di attività, hanno calcato il palco del Louisiana Jazz Club:
- Pepper Adams
- Nat Adderley
- Joe Albany
- Benny Bailey
- Gianni Basso
- Tim Berne
- Paul Bley
- Gino Bocchino
- Lillian Boutté
- Dollar Brand
- Ray Bryant
- Billy Butterfield
- Dick Cary
- Gianni Cazzola
- Kenny Clarke
- Gil Cuppini
- Jimmy Cobb
- Al Cohn
- Bill Coleman
- Franco D’Andrea
- Kenny Davern
- Eddie "Lockjaw" Davis
- Wild Bill Davis
- Wild Bill Davison
- Lou Donaldson
- Kenny Drew
- Bobby Durham
- Harry Edison
- Tal Farlow
- Art Farmer
- Bruce Forman
- Bill Frisell
- Richard Galliano
- Giorgio Gaslini
- Tiziana Ghiglioni
- Benny Golson
- Al Grey
- Johnny Griffin
- Steve Grossman
- Scott Hamilton (musicista)
- John Handy
- Tom Harrell
- Paul Jeffrey
- Elvin Jones
- Clifford Jordan
- Martin Joseph
- Robin Kenyatta
- Oscar Klein
- Jimmy Knepper
- Freddie Kohlman
- Lee Konitz
- Steve Lacy
- Oliver Lake
- Harold Land
- Yank Lawson
- John Lewis
- Victor Lewis
- Carlo Loffredo
- Joe Lovano
- Willie Mabon
- Guido Manusardi
- Barry Martyn
- George Masso
- Jimmy McPartland
- Mike Melillo
- Eddie Miller (musicista)
- Little Brother Montgomery
- Tete Montoliu
- Dado Moroni
- Paul Motian
- Romano Mussolini
- Louis Nelson
- Joe Newman
- Albert Nicholas
- Sal Nistico
- Lino Patruno
- Portena Jazz Band
- Steve Potts
- Don Pullen
- Enrico Rava
- Teddy Riley
- Sammy Rimington
- Sam Rivers
- George Robert
- Roswell Rudd
- Bud Shank
- Ralph Sutton
- Lew Tabackin
- Buddy Tate
- Clark Terry
- Lilian Terry
- Massimo Urbani
- Joe Venuti
- Edoardo Volontè
- Mal Waldron
- Bobby Watson (musicista)
- Bob Wilber
- Ernie Wilkins
- Teddy Wilson
- Kai Winding